# Samorząd Regionu Brenner
Samorząd Regionu Brenner (hebr. מועצה אזורית ברנר) – samorząd regionu położony w Dystrykcie Centralnym, w Izraelu.
Samorządowi podlegają osady rolnicze położone w rejonie miast Rechowot i Jawne.

## Osiedla
Na terenach o powierzchni 36 km² mieszka około 6000 ludzi. Znajdują się tutaj 2 kibuce i 4 moszawy.

### Kibuce
| - Giwat Brenner | - Gan Szelomo |

### Moszawy
| - Bet Elazari - Benaja | - Gibbeton - Kidron |